# Straw Dogs (1971)
Straw Dogs är en amerikansk-brittisk psykologisk thrillerfilm från 1971 i regi av Sam Peckinpah och Peter Collinson. Manuset skrevs av Sam Peckinpah och David Zelag Goodman och baserades på romanen The Siege of Trencher's Farm från 1969 av Gordon Williams. Huvudrollerna spelas av Dustin Hoffman och Susan George.

## Medverkande (urval)
| Dustin Hoffman | – David Sumner       |
| Susan George   | – Amy Sumner         |
| Peter Vaughan  | – Tom Hedden         |
| T.P. McKenna   | – Major John Scott   |
| Del Henney     | – Charlie Venner     |
| Jim Norton     | – Chris Cawsey       |
| Donald Webster | – Riddaway           |
| Ken Hutchison  | – Norman Scutt       |
| Len Jones      | – Bobby Hedden       |
| Sally Thomsett | – Janice Hedden      |
| Robert Keegan  | – Harry Ware         |
| Peter Arne     | – John Niles         |
| Cherina Schaer | – Louise Hood        |
| Colin Welland  | – Pastor Barney Hood |